# Cryptocephalus quadruplex
Cryptocephalus quadruplex är en skalbaggsart som beskrevs av Newman 1841. Cryptocephalus quadruplex ingår i släktet Cryptocephalus och familjen bladbaggar. Inga underarter finns listade i Catalogue of Life.